# Academiesingel

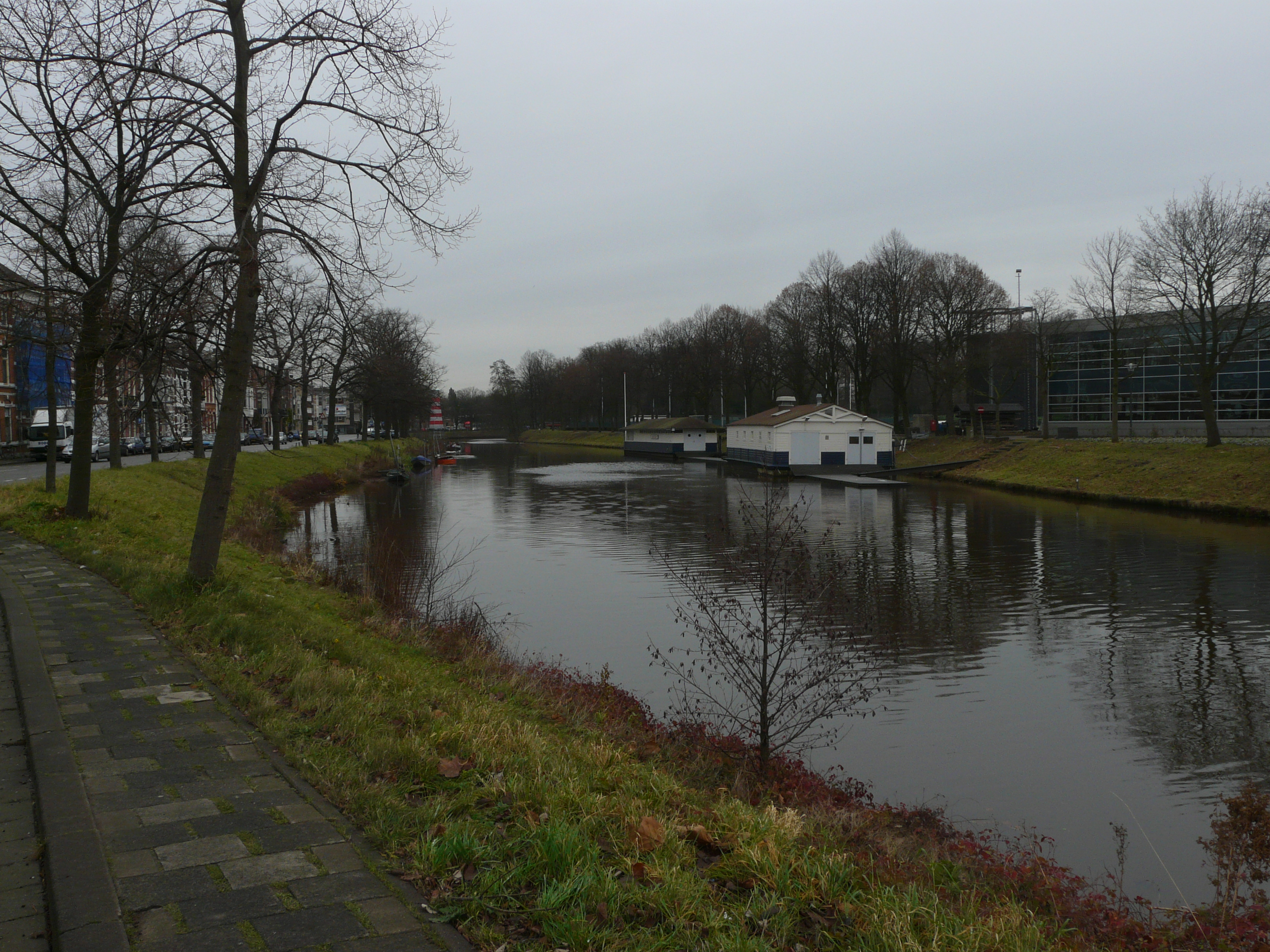
Academiesingel

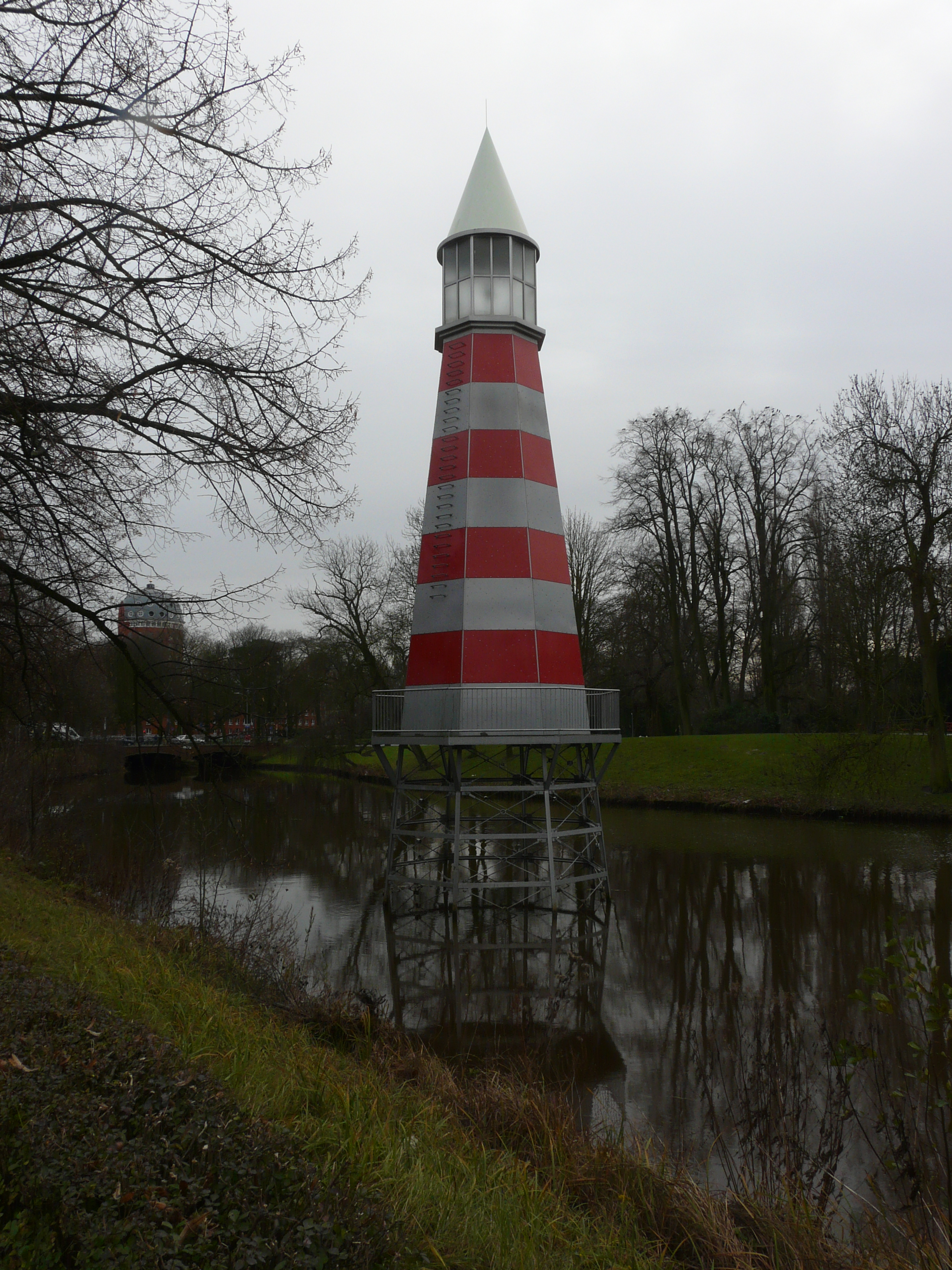
Vuurtoren

De Academiesingel is een van de singels en een straat in Stationskwartier in Breda.
Hij loopt langs het park Valkenberg en is dicht bij Station Breda. Langs de Academiesingel staan diverse monumentale panden. Over de singels kan een rondvaart gemaakt worden.
In de singel staat de vuurtoren van Aldo Rossi die aanvankelijk in het Wilhelminapark in Breda was gesitueerd. Tegenwoordig is Rossi’s Lighthouse te zien op de hoek van de Emmastraat en in de Academiesingel.

## Galerij

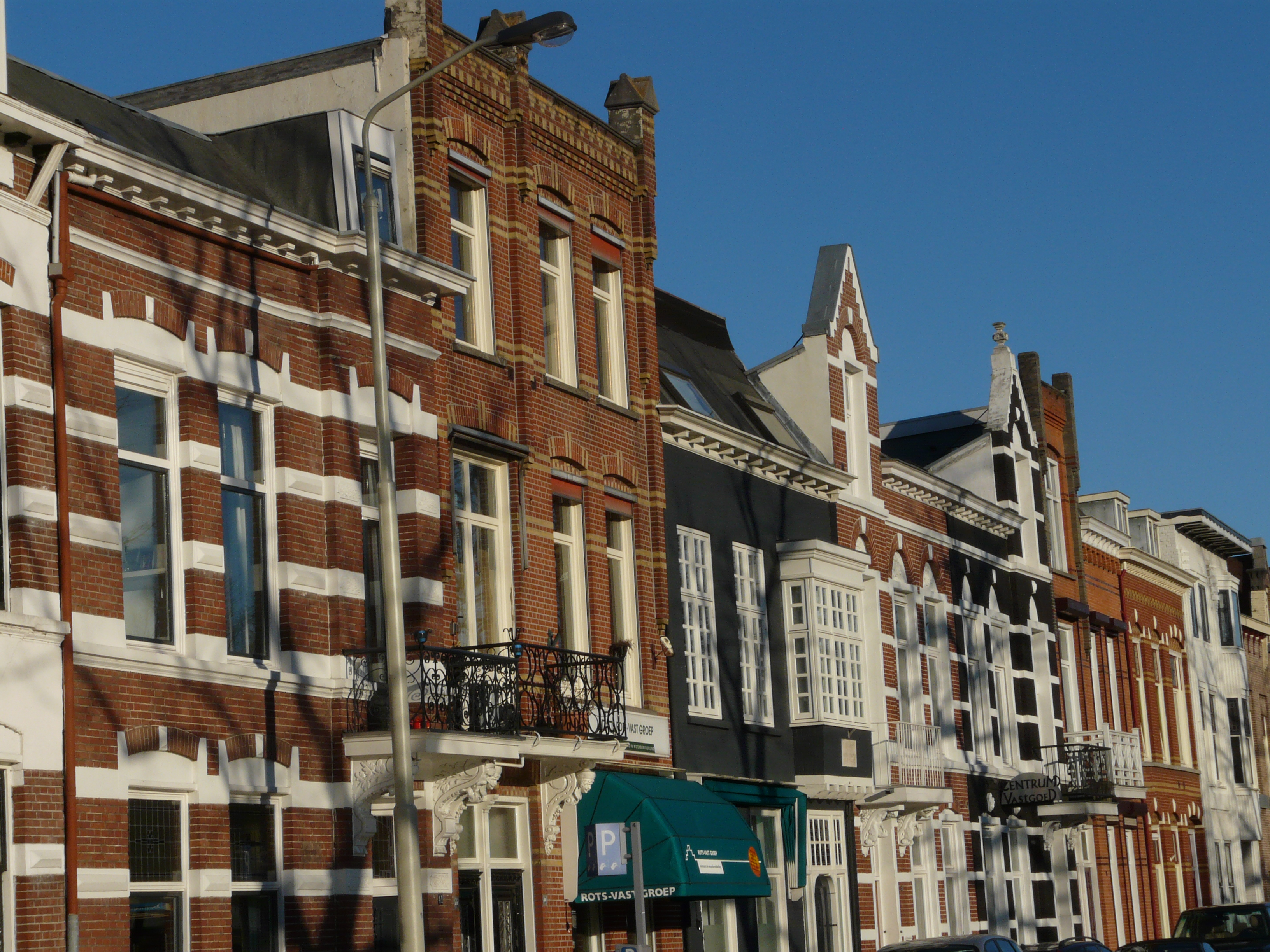
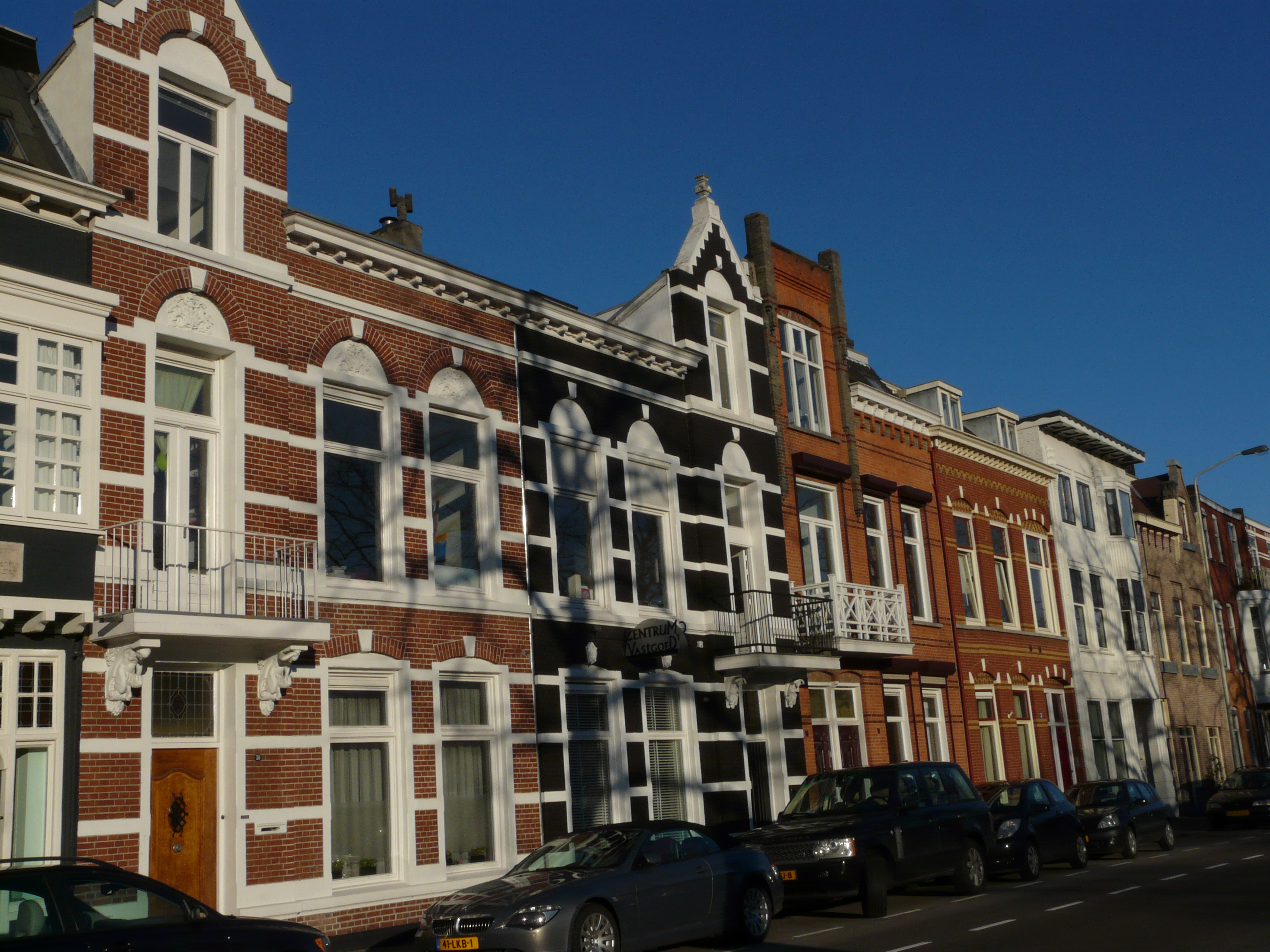
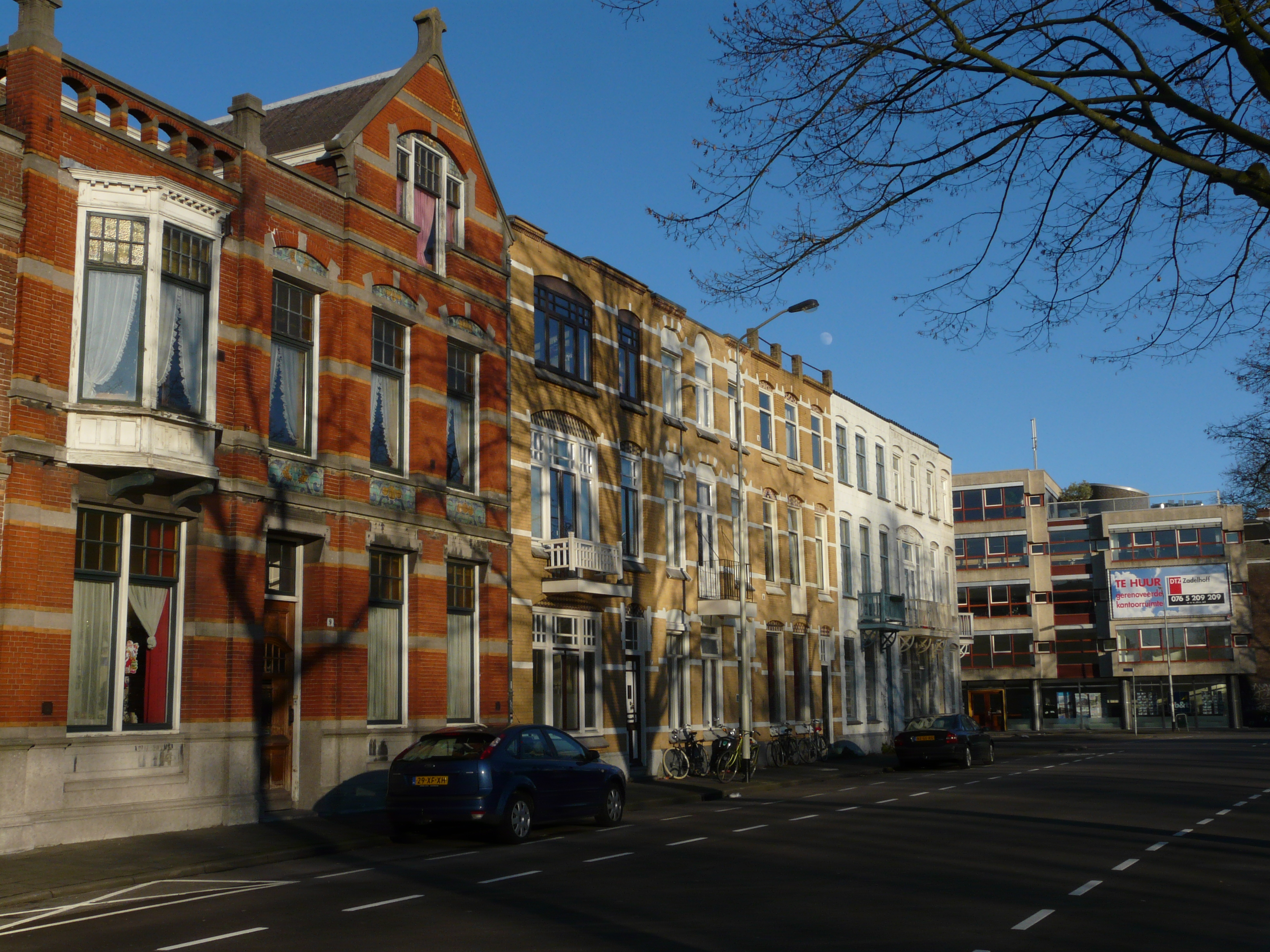